# Tigres, Jardin zoologique, Londres
Tigres, Jardin zoologique, Londres er en fransk stumfilm fra 1896 af Alexandre Promio.